# Aurora Borealis Express

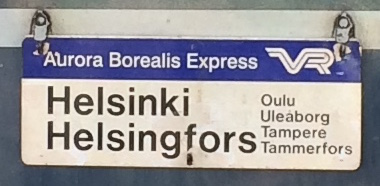
Tågets skylt.

Aurora Borealis Express är ett marknadsföringsnamn för VR:s nattexpresståg mellan Helsingfors och Kolari. Namnet är ett samlingsnamn för flera olika tåg med olika sammansättningar. Namnet används endast på yttersidan av tåget, i andra fall används endast namnet nattåg eller expresståg för att hänvisa till tågen. Under högsäsongen i december till april avgår tåg 269 varje dag från Helsingfors, och tåg 263 en gång i veckan varje fredag. På sommaren och hösten avgår tåg 269 några gånger i veckan. Tåg 263 har paus under lågsäsongen. Alla tåg är Kommunikationsministeriets beställda trafik, som VR får betalt för att köra. Utan detta stöd skulle nattågstrafiken inte vara lönsam och en viktig anslutning mellan Lappland och resten av Finland skulle försvinna.

## Rutterna

### Rutter med namnet Aurora Borealis Express år 2022[4][5]
| Tåg | Rutt               | Avgår | Anländer |
| --- | ------------------ | ----- | -------- |
| 262 | Kolari-Helsingfors | 15:00 | 07:02    |
| 263 | Helsingfors-Kolari | 18:35 | 08:44    |
| 269 | Helsingfors-Kolari | 20:29 | 10:43    |
| 276 | Kolari-Helsingfors | 19:42 | 10:45    |

## Tågen

### 263/262

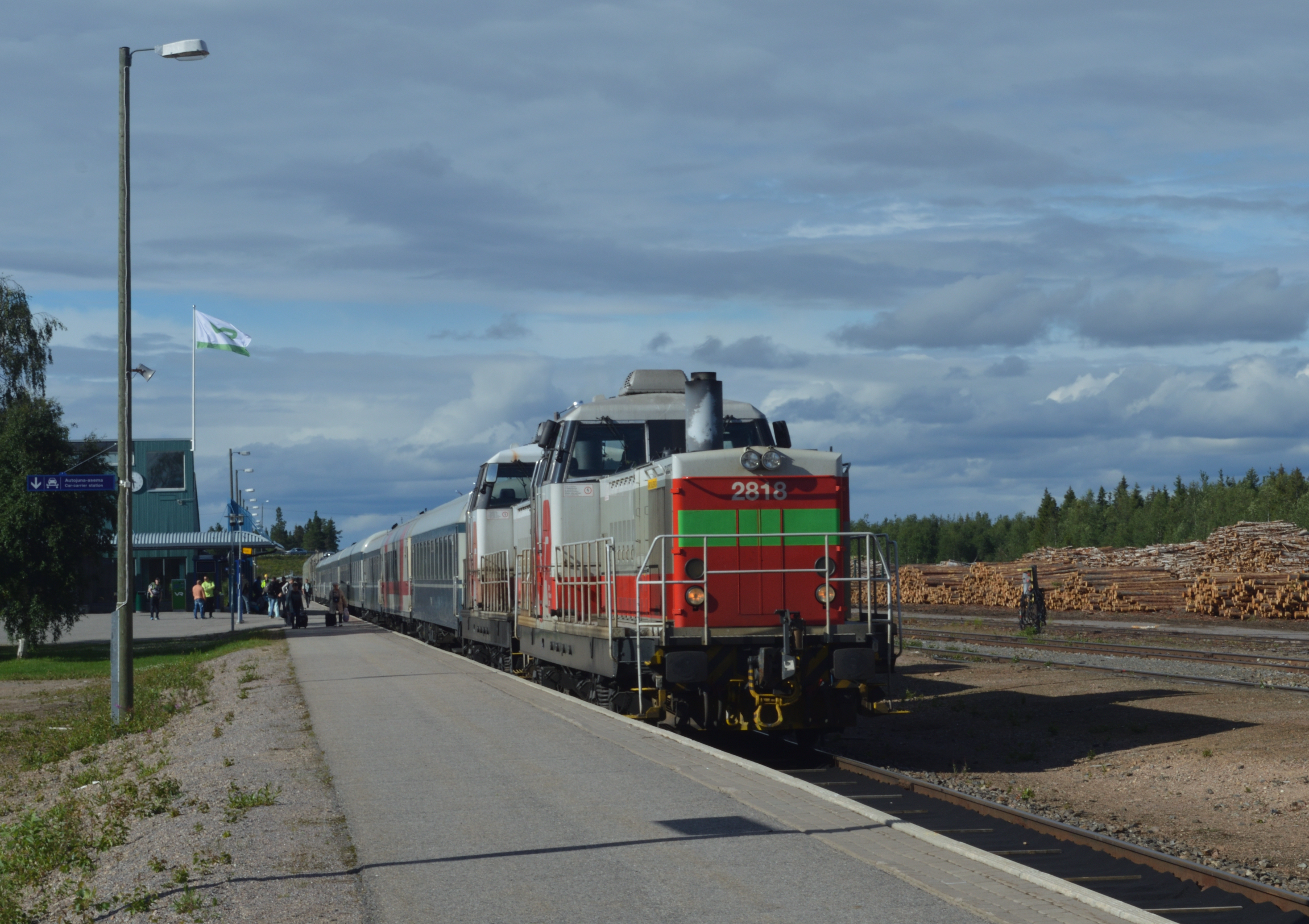
262 i Kolari.

Tåget trafikeras endast under högsäsongen december till april, oftast en gång per vecka. I Böle kopplas bilvagnarna på efter att ha blivit fyllda i Böle biltågsstation. Sträckan Helsingfors-Uleåborg körs tåget av 1-2 Sr1- eller Sr2-ellok. I Uleåborg byts elloken ut mot två Dr16-lok, som kör resten av sträckan. Orsaken till detta är att sträckan Laurila-Kolari inte är elektrifierad.
Tåget är anmärkningsvärt på grund av vagnarnas ålder. Enbart vagnar byggda på 1970- och 1980-talet används. Till skillnad från 269/276-tåget kopplas inte en aggregatvagn med i Uleåborg, detta på grund av att moderna InterCity-sovvagnar inte används på 263/262-tåget. Dr16-loken, restaurangvagnens aggregat och vagnarnas egna oljeuppvärmningssystem är tillräckliga för att tåget ska fungera utan problem.
| Bild | Vagn                 | Vagntyp                                                                            | Förändringar                                         |
| ---- | -------------------- | ---------------------------------------------------------------------------------- | ---------------------------------------------------- |
|      | Eipt                 | passagerarvagn med utrymme för sällskapsdjur                                       | borttagen säsongen 2021-2022                         |
|      | Rk                   | restaurangvagn                                                                     |                                                      |
|      | EFiti                | passagerarvagn med bagageutrymme, konduktörskupé och utrymme för funktionsnedsatta | ersatt av vagntyp EFs eller EFits säsongen 2021-2022 |
|      | CEmt (flera stycken) | sovvagn                                                                            |                                                      |
|      | Gfot                 | bilvagn                                                                            | Ommålas gröna från och med 2022                      |

### 269/276
Tåget trafikerar under hela året minst en gång i veckan. Både nya InterCity-tvåvåningssovvagnar och gamla CEmt-sovvagnar används. I Uleåborg kopplas en De-aggregatvagn med för att förse InterCity-sovvagnarna med elektricitet. I och med VR:s förnyelse av nattågens rullande materiel de senaste åren har detta tåg genomgått stora förändringar. År 2022 introducerades Edg-vagnstypen, som är en kombinerad baggage- och passagerarvagn. Den konverterades från äldre InterCity-tvåvåningsvagnar från slutet av 1990-talet. Restaurangvagnstypen Rk var en gammal expresstågsrestaurangvagn byggd 1975-1976, som ersattes av InterCity-restaurangvagstypen Rx från 1990-talet. VR har beställt nya Edm-sovvagnar som ska ersätta alla äldre CEmt-sovvagnar helt. Under tiden renoverar VR CEmt-vagnarna så att de kan fortsätta att användas tills de ersätts.
| Bild | Vagn                 | Vagntyp                                | Förändringar                                      |
| ---- | -------------------- | -------------------------------------- | ------------------------------------------------- |
|      | CEmt (flera stycken) | sovvagn                                |                                                   |
|      | Rx                   | restaurangvagn                         |                                                   |
|      | Edg                  | kombinerad passagerar- och baggagevagn | Ersatte EFits-, EFs-, och Expt-vagnar under 2022. |
|      | Edm (flera stycken)  | tvåvåningssovvagn                      |                                                   |
|      | Gfot                 | bilvagn                                | Ommålas gröna från och med 2022                   |
|      | Gd                   | tvåvåningsbilvagn                      |                                                   |